# ドラゴンボールZ BEST REMIX2006 1/2 スペシャル
『ドラゴンボールZ BEST REMIX 2006 1/2 スペシャル』は、テレビアニメ『ドラゴンボールZ』のコンピレーション・アルバム。

## 概要
- テレビアニメ『ドラゴンボールZ』のベストアルバム。楽曲をRemixしクリアな音質となった13曲に、新たにVocalを追加してRemixされた1曲を加えた、全14曲が収録されている。
- ジャケットには、ベジットが描かれている。

## 収録曲
1. CHA-LA HEAD-CHA-LA (REMIX 2006 1/2 ver.)
歌:影山ヒロノブ
作詞:森雪之丞 / 作曲:清岡千穂 / 編曲:山本健司
テレビアニメ『ドラゴンボールZ』オープニングテーマ
2. でてこい とびきりZENKAIパワー!  (REMIX 2006 1/2 ver.)
歌:MANNA
作詞:荒川稔久 / 作曲:池毅 / 編曲:山本健司
テレビアニメ『ドラゴンボールZ』エンディングテーマ
3. 永遠の地球 (REMIX 2006 1/2 ver.)
歌:Waffle
作詞:森雪之丞 / 作曲:清岡千穂 / 編曲:山本健司
4. 戦(I・KU・SA)  (REMIX 2006 1/2 ver.)
歌:影山ヒロノブ
作詞:佐藤大 / 作曲:池毅 / 編曲:山本健司
5. 光の旅 (REMIX 2006 1/2 ver.)
歌:影山ヒロノブ・KUKO
作詞:佐藤大 / 作曲:清岡千穂 / 編曲:山本健司
テレビアニメ『ドラゴンボールZ たったひとりの最終決戦〜フリーザに挑んだZ戦士 孫悟空の父〜』エンディングテーマ
6. WHITE & WORLD & TRUE …白と世界と心… (REMIX 2006 1/2 ver.)
歌:佐藤有香
作詞:岩室先子 / 作曲:清岡千穂 / 編曲:山本健司
7. HERO(キミがヒーロー) (REMIX 2006 1/2 ver.) 
歌:影山ヒロノブ・YUKA
作詞:佐藤大 / 作曲:清岡千穂 / 編曲:山本健司
8. 黄金のコンパス (REMIX 2006 1/2 ver.)
歌:影山ヒロノブ
作詞:岩室先子 / 作曲:山本健司 / 編曲:山本健司
9. Cool Cool ダンディ (REMIX 2006 1/2 ver.)
歌:石原慎一
作詞:風堂美起 / 作曲:大門一也 / 編曲:山本健司
10. バーニング・ファイト ─熱戦・烈戦・超激戦─ (REMIX 2006 1/2 ver.)
歌:影山ヒロノブ・YUKA
作詞:佐藤大 / 作曲:清岡千穂 / 編曲:山本健司
劇場版『ドラゴンボールZ 燃えつきろ!!熱戦・烈戦・超激戦』エンディングテーマ
11. マザー・ユニバース (REMIX 2006 1/2 ver.)
歌:KUKO
作詞:佐藤大 / 作曲:清岡千穂
12. WE GOTTA POWER (REMIX 2006 1/2 ver.)
歌:影山ヒロノブ
作詞:森雪之丞 / 作曲・編曲:石川恵樹
テレビアニメ『ドラゴンボールZ』オープニングテーマ
13. 僕達は天使だった (REMIX 2006 1/2 ver.)
歌:影山ヒロノブ
作詞:森雪之丞 / 作曲:池毅 / 編曲:戸塚修
テレビアニメ『ドラゴンボールZ』 エンディングテーマ
14. 君の空へ (REMIX 2006 1/2 ver.)
歌:影山ヒロノブ,石原慎一,KUKO,YUKA & FRIENDS
作詞:岩室先子 / 作曲:清岡千穂 / 編曲:山本健司
Remixされた他の曲と違い、オリジナルではスケジュールの都合上参加していなかったYUKAのVocalを新たに録音し「完全体」（帯にはこのように明記されている）となったバージョン。オリジナルは、1996年11月に発売されたドラゴンボールZ ヒット曲集ベストに新曲として収録されていたトラック。